# Kurba Vela
Kurba Vela (olaszul: Curba Grande) egy lakatlan sziget az Adriai-tengerben, Horvátországban, a Kornati-szigetek egyik tagja.

## Leírása
A sziget a Kornati-szigetek délkeleti részén, északnyugat-délkeleti irányban hosszan elnyúlva fekszik. Hosszúsága 4,9 km, legnagyobb szélessége 500 méter. Partvonalának teljes hossza 11,7 km. Legmagasabb pontja 117 méter. Mészkőből épül fel. Majdnem teljesen kopár, csak kevés, alacsony növényzet borítja, mely főként az északi, árnyékosabb oldalon található. A sziget északnyugati végében a Kurba-foknál egy földalatti barlang található.

## Fordítás
Ez a szócikk részben vagy egészben  a   Kurba Vela című horvát Wikipédia-szócikk ezen változatának fordításán alapul.  Az eredeti cikk szerkesztőit annak laptörténete sorolja fel. Ez a jelzés csupán a megfogalmazás eredetét és a szerzői jogokat jelzi, nem szolgál a cikkben szereplő információk forrásmegjelöléseként.